# Петров, Петр (историк)
Петр Хри́стов Петро́в (болг. Петър Христов Петров, 31 июля 1924, село Вырбешница — 21 января 2024, София) — болгарский историк, медиевист, профессор.

## Биография
Родился 31 июля 1924 года в селе Вырбешница Врацкой области. Окончил прогимназию в родном селе и классическую мужскую гимназию во Враце. Состоял в Рабочем молодёжном союзе, для прикрытия записался и в профашистскую молодёжную организацию «Бранник», за это в течение нескольких лет послевоенных лет находился под следствием. После гимназии в 1943 году поступил в армию, служил в Охриде в составе болгарской оккупационной армии в Югославии. С января до середины сентября 1944 года учился в школе офицеров запаса, где дважды присягал — царю Симеону и Отечественному фронту. С сентября 1944 года по январь 1945 года и после политических перемен в Болгарии был командиром взвода охраны в Фердинанде, затем, до конца апреля, командиром взвода в боевой Первой гвардейской дивизии. Затем командовал взводом пограничников в Доспате и в последние месяцы службы был военным пограничным комендантом в родопском селе Борино, на границе с Грецией.
Изучал историю на историко-филологическом факультете Софийского университета до 1949 года и в аспирантуре до 1952 года. Специализировался в Югославии в 1965 и 1967 годах. Кандидатскую диссертацию на тему «Восстание Ивайло» («Въстанието на Ивайло») защитил в 1954 году. Доктор исторических наук с 1982 года, тема диссертации «Образование болгарского государства» («Образуване на българската държава»).
Находился на руководящих должностях в Болгарском историческом союзе с 1964 по 1985 год. Был учёным секретарём Македонского научного института.
Умер 21 января 2024 года, похоронен на православном кладбище Св. Архангела Михаила в Софии.

## Научная и преподавательская деятельность
С 1952 до 1989 года преподавал на философско-историческом факультете Софийского университета. Доцент с 1962 года, профессор исторического факультета в 1974—1989 годах. Профессор Варненского свободного университета (1995—2001). Читал лекции в Великотырновском, Пловдивском и Славянском университетах. В период с 1964 по 1985 годы занимал руководящие посты в Болгарском историческом обществе. Был учёным секретарём Македонского научного института.
Вёл основной курс истории Болгарии, читал курсы и лекции по средневековой болгарской истории, в том числе по источниковедению, болгарскому феодализму, политической и церковной истории, истории болгарского государства и права, турецкой ассимиляционной политике в Болгарии.
Научное наследие историка составляют более 250 научных статей и книг, 11 учебников и учебных пособий, около 370 статей в энциклопедиях, более 170 научно-популярных брошюр и статей. Петров Был составителем и редактором около 25 сборников и хрестоматий, редактором около 50 научных книг, членом редколлегий более 10 периодических изданий и энциклопедий. Разносторонние исследования основаны на глубоком изучении документов, находящихся в архивах Болгарии, Турции, Венгрии, Хорватии и других.

## Награды
За заслуги удостоен почётного звания «Заслужил деятел на образованието» (1987 г.). Кавалер ордена «Георги Димитров» и ордена «Кирил и Мефодий» I степени. Почётный гражданин общины Мездра, где находится родное село учёного.